# Acanthurus polyzona
Acanthurus polyzona es una especie de pez cirujano de la familia Acanthuridae. Su nombre común en inglés es Black-barred surgeonfish, o pez cirujano de barras negras. Es una especie localizada solamente en las islas del océano Índico oeste.

## Morfología
Posee la morfología típica de su familia, cuerpo comprimido lateralmente y ovalado. La boca es pequeña, protráctil y situada en la parte inferior de la cabeza. El hocico es grande. 
Tiene 9 espinas y 23 a 25 radios blandos dorsales; 3 espinas y entre 21 y 23 radios blandos anales, y 16 radios blandos pectorales.
Como todos los peces cirujano, de ahí les viene el nombre común, tiene 2 espinas extraíbles en el pedúnculo caudal, que usa para defenderse o dominar.

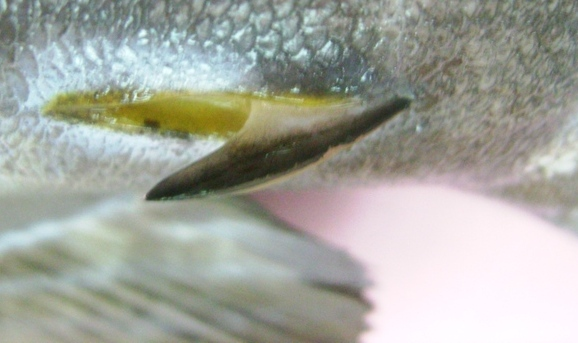
Espina del pedúnculo caudal
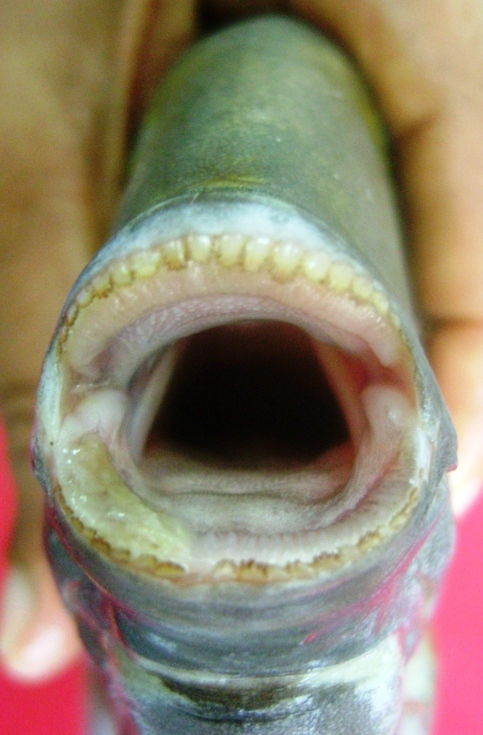
Detalle de dentadura herbívora de la especie emparentada Acanthurus xanthopterus

La coloración base del cuerpo, aletas y cabeza es blanca; con los laterales del cuerpo y la parte anterior de la aleta dorsal en amarillo pálido. Se caracteriza por tener el cuerpo y la cabeza atravesado de 9 líneas verticales negras, de ahí su nombre común en inglés. Las aletas son del mismo color que el cuerpo. La espina del pedúnculo caudal es pequeña y no está rebordeada en color oscuro, como suele ser frecuente en el género.
Es de las especies de cirujanos más pequeña, alcanzando tan sólo  los 11 cm de largo.

## Hábitat y distribución
Asociado a arrecifes, habita en piscinas de las mareas, manglares rocosos costeros y colonias coralinas, así como en arrecifes planos. Cohabita frecuentemente con la especie emparentada Acanthurus triostegus
Su rango de profundidad está entre 1 y 100 m. El rango de temperatura conocido en el que se localiza es tropical, y está entre 25.24 y 29.33 °C.
Se distribuye exclusivamente en el océano Índico oeste, siendo especie nativa de las islas francesas del Canal de Mozambique; Comoros; Madagascar; Mauritius; isla Rodrigues; Mayotte y Reunión.